# Opis (Stadt)
Opis (akkadisch Upi bzw. Upija; altgriechisch Ὦπις) war eine Stadt im antiken Babylonien am Ufer des Tigris unweit des heutigen Bagdads.
Die genaue Lage von Opis ist nicht vollständig gesichert, aus den akkadischen und griechischen Quellen ergibt sich jedoch, dass es sich am östlichen Tigrisufer befunden haben muss. Als möglicher Ort gilt Tulûl al-Mugaili.
Erstmals erwähnt wurde Opis zu Beginn des 2. Jahrtausends v. Chr. Im 14. Jahrhundert v. Chr. wurde es zu einem regionalen Verwaltungsmittelpunkt innerhalb des Babylonischen Reiches. Die strategische Bedeutung des Ortes wuchs durch den Bau des Königskanals zwischen Euphrat und Tigris, der bei Opis in den Tigris mündete, sowie durch den Bau einer Verteidigungsmauer zwischen beiden Flüssen durch König Nebukadnezar, die bei Opis auf den Tigris stieß. Zugleich lag Opis an einer Fernstraße, die Susa im Gebiet der Elamiter mit Assyrien (und Lydien) verband.
Bei Opis fand im Oktober 539 v. Chr. eine entscheidende Schlacht zwischen den Babyloniern unter Nabonid und den Persern unter Kyros dem Großen statt, die die Perser für sich entscheiden konnten, woraufhin die Babylonier gegen ihren eigenen König rebellierten und Kyros nach einem Massaker an den Soldaten und der Einnahme von Sippar die Herrschaft über das Land ohne weitere Kämpfe antreten konnte.
Im Jahre 331 v. Chr. hielt dann Alexander der Große nach seinem Sieg über Persien in der Schlacht von Gaugamela Einzug in Opis. Nach der Rückkehr von seinem Indienfeldzug erhob sich das makedonische Heer im Jahre 324 v. Chr. in Opis gegen Alexander, dem es aber gelang, die Situation unter Kontrolle zu bringen. Der Niedergang der Stadt begann, als Seleukos I. den Bau der Stadt Seleukia am rechten Tigrisufer anordnete; Opis war in der Folge kaum mehr als ein Vorort von Seleukia, der Hauptstadt des Seleukidenreiches. Die Parther benannten dann Seleukia in Ktesiphon um und verlegten die Stadt ans östliche Ufer.
Früher nahm man an, dass Seleukia an der Stelle des alten Opis errichtet worden sei; Ausgrabungen in Seleukia haben dies jedoch widerlegt. Zudem nennt Strabon beide Orte getrennt voneinander.